# Elimia symmetrica
Elimia symmetrica är en snäckart som först beskrevs av Samuel Stehman Haldeman 1841.  Elimia symmetrica ingår i släktet Elimia och familjen Pleuroceridae. Inga underarter finns listade i Catalogue of Life.